# Music from the Film More
Music from the film More o simplemente llamado More («Música de la película "More"), es el tercer álbum de estudio de la banda de rock progresivo Pink Floyd, lanzado al mercado el 13 de junio de 1969 por EMI. En el álbum muestra sin la participación de Syd Barrett, ya que este fue expulsado de la banda meses antes del lanzamiento del álbum anterior A Saucerful of Secrets tras los problema de adicciones por las drogas (especialmente LSD) ya que provocaba comportamiento errático y composiciones abstractas como Vegetable Man. También es la música compuesta y grabada en 1969 para la película More, dirigida por Barbet Schroeder. Con el paso de los años y después de varias reediciones, el álbum ha pasado a llamarse simplemente "More".

## Contexto
Es el primer disco de Pink Floyd sin la participación de Syd Barrett, que había abandonado el grupo en 1968 durante las sesiones de grabación de A Saucerful of Secrets. También es el primer disco producido por Pink Floyd y sin la presencia de Norman Smith en la producción.
En More, los sonidos propios del movimiento underground psicodélico londinense, donde se dio a conocer el grupo, todavía son mayoritarios. Aun así, es un trabajo claramente de transición que entremezcla las alocadas y lisérgicas progresiones psicodélicas 'barrettianas' de temas como "Up the Khyber", con etapas mucho más atmosféricas y cercanas a la etapa progresiva como "Cymbaline".
También es destacable el tema "A Spanish Piece", compuesto por Gilmour, de clara influencia flamenca, donde el guitarrista demuestra sus dotes con la guitarra clásica.
Schroeder dio a la banda una copia de la edición final de la película, les explicó la temática y dónde iría la música. Se acordó de que la banda se produciría a sí misma. Se terminaron 16 temas, de los cuales 13 se incluyeron en el disco. Los adicionales "Seabirds", "Hollywood" y "Theme (Beat version)" solo pueden escucharse en la película. El tema "Cymbaline" fue básico para la banda en giras posteriores.

## Grabación y edición
La música del film fue grabada entre enero y febrero de 1969 en los Pye, de Londres, durante un breve período de ocho días. Posteriormente la banda revisitó su trabajo entre febrero y mayo en los estudios Abbey Road. Fue editado en LP el 13 de junio de 1969. Alcanzó el #9 en las listas de Reino Unido y el #153 en las listas de Estados Unidos luego de su reedición en 1973. Se editó en disco compacto en 1987, y una versión remasterizada digitalmente fue editada en 1994 en Reino Unido, y en 1996 en Estados Unidos, además de incluir un booklet expandido con fotos de la película.

## Canciones
1. "Cirrus Minor" (Waters) 5:18
2. "The Nile Song" (Waters) 3:27
3. "Crying Song" (Waters) 3:34

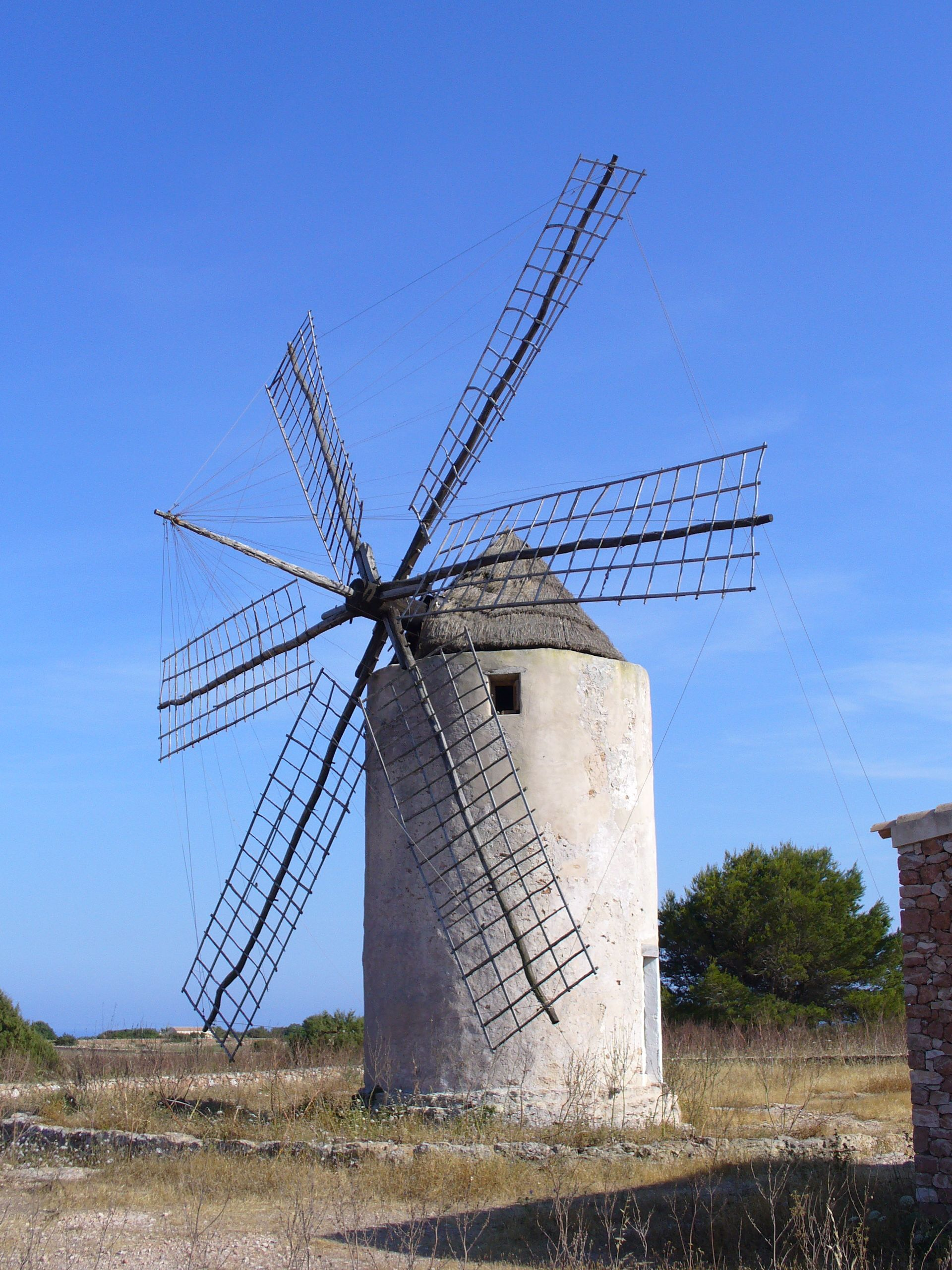
Molino Viejo de La Mola (Molí Vell de la Mola, en Formentera), cuya imagen se emplea en la portada del disco.

4. "Up The Khyber" (Mason, Wright) 2:13
5. "Green Is The Colour" (Waters) 2:58
6. "Cymbaline" (Waters) 4:49
7. "Party Sequence" (Waters, Wright, Gilmour, Mason) 1:07
8. "Main Theme" (Waters, Wright, Gilmour, Mason) 5:31
9. "Ibiza Bar" (Waters, Wright, Gilmour, Mason) 3:16
10. "More Blues" (Waters, Wright, Gilmour, Mason) 2:12
11. "Quicksilver" (Waters, Wright, Gilmour, Mason) 7:10
12. "A Spanish Piece" (Gilmour) 1:05
13. "Dramatic Theme" (Waters, Wright, Gilmour, Mason) 2:16

## Créditos

### Músicos
- Roger Waters - Bajo y gong.
- David Gilmour - Guitarra y voz.
- Richard Wright - Teclados y coros.
- Nick Mason - Batería y percusiones.

### Producción
- Producción artística: Pink Floyd.
- Arte de tapa: Hipgnosis.

Edición en disco compacto
- Remasterizado supervisado por James Guthrie.
- Remasterizado digitalmente por Doug Sax en The Mastering Lab, Los Ángeles.
- Diseño interior: Storm Thorgerson y Jon Crossland.